# Peter Brook
Pour les articles homonymes, voir Brook.
Ne doit pas être confondu avec l'homme politique Peter Brooke.
Peter Brook, né le 21 mars 1925 à Chiswick à Londres et mort le 2 juillet 2022 dans le 15e arrondissement de Paris, est un metteur en scène, acteur, réalisateur et écrivain britannico-français.
Artiste novateur dans ses interprétations des pièces du grand répertoire international, et plus particulièrement des classiques de Shakespeare, il est le théoricien de « l’espace vide ». Depuis le milieu des années 1970, sa compagnie est en résidence à Paris au Théâtre des Bouffes du Nord.

## Biographie

### Jeunesse
Peter Brook est le fils de deux juifs de Livonie immigrés en Angleterre juste après la Première Guerre mondiale. Son père, Semion (Simon) Bruch, est natif de Dvinsk. Peter Brook fait ses études à la Westminster School, la Gresham's School et le Magdalen College où il étudie la littérature comparée.
En parallèle à ses études, il écrit des scripts pour la télévision. C’est dans ce cadre qu’il réalise une adaptation cinématographique d'un roman de Laurence Sterne, A Sentimental Journey

### Carrière
À l'âge de 30 ans, il met en scène en marionnettes Hamlet. Il commence sa carrière théâtrale en 1942 par une adaptation de The Tragical History of Docteur Faustus de Christopher Marlowe. Il monte à la fois des classiques (dont Shakespeare) et des pièces d’auteurs contemporains comme Jean Anouilh, Jean-Paul Sartre, Jean Genet, André Roussin et des auteurs d’avant-garde tel Peter Weiss. Il veut rapprocher le cinéma et le théâtre. Peter Brook s'inscrit, comme Giorgio Strehler ou Jean Vilar, dans le nouveau courant du théâtre, influencé par Brecht ou l'héritage de Jacques Copeau et Edward Gordon Craig. Il va travailler dans cet esprit sur des pièces de Shakespeare comme La Tempête et Hamlet. Mais il souhaite avant tout mettre en avant les œuvres moins connues de Shakespeare.
À partir de 1948, il travaille au Covent Garden où il cherche des innovations en montant des opéras, par exemple Salomé (1949) de Richard Strauss. Ces expériences lui feront porter sa réflexion sur ce qu’il nomme « le théâtre mort » ou « théâtre bourgeois » (« deadly theater »), qui a perdu tout son sens, et dont il cherchera à se démarquer. Il met en scène en 1953 pour la télévision américaine Le Roi Lear avec Orson Welles dans le rôle-titre. En 1959, il réalise une adaptation cinématographique d'un roman de Marguerite Duras, Moderato Cantabile, avec Jeanne Moreau et Jean-Paul Belmondo.
En 1962, il crée à Londres Le Roi Lear, avec la Royal Shakespeare Company, et décide alors de renoncer au décor pour œuvrer dans ce qu'il appellera « l'espace vide », lequel doit développer l'imagination du spectateur. Peter Brook travaillera plusieurs fois avec la Royal Shakespeare Company entre 1945 et 1979. Il poussera plus loin l’expérience en s’inspirant du « théâtre de la cruauté » d’Antonin Artaud, qui est en prise directe avec le public. Il fait montre d'engagement politique en montant Marat-Sade de Peter Weiss, et US en 1966, une pièce traitant de la guerre du Viêt Nam qui repose entièrement sur le travail d'improvisation de sa troupe. À partir de ce moment, il se démarque définitivement du théâtre traditionnel.
En 1968, il est invité à Paris par Jean-Louis Barrault pour participer à un atelier théâtral d’échange culturel, qui sert de base à la fondation en 1971 du Centre international de recherche théâtrale (CIRT), où il va travailler avec des acteurs de différents pays et de différentes cultures. Brook, qui effectue essentiellement un travail de recherche sur le théâtre, va emmener sa troupe en tournée à travers le monde à la rencontre de nouvelles cultures. Invitée en Iran par le régime du Shah, la troupe donne un premier spectacle, Orghast, en 1971. Au cours d'un voyage de trois mois et demi dans des villages d'Afrique, Peter Brook et sa compagnie découvrent de nouvelles formes de théâtre ; entre 1973 et 1974, ils travaillent aux États-Unis et rencontrent des Indiens.
Brook s'installe à Paris en 1970. En 1971, lui et la productrice Micheline Rozan découvrent dans Paris un théâtre à l'italienne sur le point d'être démoli : le Théâtre des Bouffes du Nord. Ayant le coup de foudre, Peter Brook s'y installe avec le CIRT. En 1974, le théâtre est rouvert avec la représentation de Timon d'Athènes de Shakespeare, qui attire un public nombreux. Laissant la salle telle qu'il l'a découverte, dépouillée, il fait ajouter une imposante avant-scène semi-circulaire au même niveau que les gradins sur lesquels prend place le public du parterre, pour créer un rapport de proximité entre acteurs et spectateurs. Cette salle de 500 places devient un lieu important de la création théâtrale européenne. À partir de cette expérience, il écrit L’Espace vide en 1977, un essai sur la mise en scène.
Avec l'aide de Jean-Claude Carrière pour le texte, il adapte et met en scène trois versions de La Tragédie de Carmen sur une musique de Marius Constant, adaptée de l'opéra de Georges Bizet (première, le 9 novembre 1981 au théâtre des Bouffes du Nord). En 1985, il crée le Mahâbhârata, adaptation de la grande épopée mythologique hindoue ; c'est l'un de ses spectacles les plus impressionnants et les plus accomplis. Brook met une dizaine d'années pour réaliser complètement ce projet, qui est présenté pour la première fois au festival d'Avignon de 1985, dans la carrière de Boulbon, sur une durée de près de neuf heures. La troupe se rend régulièrement en Inde pour en étudier la culture. Cette création semble être la synthèse du travail qu'a accompli Brook depuis des années. En 1989, il en réalise une adaptation filmique.
En 1989, il reçoit le Prix Europe pour le théâtre. En 1998, il est majoritairement cité par les comédiens français en tant que metteur en scène avec lequel ils aimeraient le plus travailler. Brook est un artiste complet, que ce soit dans le domaine de l'opéra, du théâtre, du cinéma ou de l'écriture, et son travail est largement admiré.
Quelques mois avant sa mort, il met encore en scène Tempest Project au Théâtre Gérard Philipe.

### Vie privée

#### Famille
Peter Brook a transmis sa passion à ses deux enfants, Simon Brook et Irina Brook. Il est le cousin germain de l'homme de théâtre soviétique Valentin Ploutchek.

#### Mort
Peter Brook meurt à Paris le 2 juillet 2022, à l'âge de 97 ans. Il est incinéré.

## Distinctions
- Commandeur de l'Ordre de l'Empire britannique (CBE - 1965)
- Membre de l'Académie des arts de Berlin[6] (1970)
- Commandeur de la Légion d'honneur (2013)[7] (officier en 1995)
- Membre de l'Ordre des compagnons d'honneur (CH - 1998)
- Commandeur de l'ordre des Arts et des Lettres
- Grand officier de l'ordre de Sant'Iago de l'Épée, Portugal
- Médaille de vermeil de la Ville de Paris

## Théorie de «l'espace vide»
L’Espace vide est un écrit sur le théâtre de Peter Brook, qu'il base sur les différentes rencontres et expériences menées au cours de son travail. L’auteur dégage quatre types de théâtre : « Le théâtre rasoir » sclérosé ; « Le théâtre sacré » de l’invisible devenu visible ; « Le théâtre brut » ; enfin, « Le théâtre immédiat ». C’est dans cette dernière notion que Brook tente de synthétiser ce qui selon lui formerait le théâtre idéal. L’auteur y explicite aussi trois aspects du théâtre : le travail de mise en scène en étroite relation avec celui de la scénographie, celui des répétitions et du travail des acteurs et l’analyse qu'il fait de la réception d’un spectacle par un public dans un lieu précis.
« L’espace vide » est la conception de la scénographie de Peter Brook : c’est en quelque sorte un retour à la source, à un dispositif plus simplifié, épuré. Ce n’est qu’à partir de 1962, en créant Le Roi Lear qu’il décide de renoncer au décor pour travailler l’espace vide qu'il préconisera ultérieurement. Ainsi le spectacle repose essentiellement sur le comédien, les mouvements du corps réels et intuitifs de ce dernier.

« Le théâtre est un art autodestructeur. Il est écrit sur le sable. Le théâtre réunit chaque soir des gens différents et il leur parle à travers le comportement des acteurs. Une mise en scène est établie et doit être reproduite – mais du jour où elle est fixée, quelque chose d’invisible commence à mourir. »

— L'Espace vide
« Le théâtre immédiat » que revendique Peter Brook consiste pour les artistes à remettre en question chaque jour les découvertes des répétitions précédentes, comme si la pièce leur échappait. Brook désire aussi un théâtre très proche du public. Il s’est d’ailleurs beaucoup inspiré du théâtre de la cruauté d’Antonin Artaud, qui aspire à un contact direct avec le spectateur, faisant partie intégrante de la création artistique globale.

### Citations sur le théâtre
« … Nous devons prouver qu'il n'y a aucune tricherie, qu'il n'y a rien de caché. Nous devons ouvrir nos mains nues et faire voir que nous n'avons rien dans nos manches. Alors, nous pourrons commencer. »

« On va au théâtre pour retrouver la vie mais s'il n'y a aucune différence entre la vie en dehors du théâtre et la vie à l'intérieur, alors le théâtre n'a aucun sens. Ce n'est pas la peine d'en faire. Mais si l'on accepte que la vie dans le théâtre est plus visible, plus lisible qu'à l'extérieur, on voit que c'est à la fois la même chose et un peu autrement. À partir de cela on peut donner diverses précisions. La première est que cette vie-là est plus lisible et plus intense parce qu'elle est plus concentrée. Le fait même de réduire l'espace, et de ramasser le temps, crée une concentration. »

## Filmographie (réalisateur)
- 1944 : A Sentimental Journey, d'après Voyage sentimental à travers la France et l'Italie (1768) de Laurence Sterne
- 1953 : L'Opéra des gueux, d'après The Beggar's Opera (1728) de John Gay
- 1959 : Moderato cantabile
- 1963 : Sa Majesté des mouches (Lord of the Flies)
- 1967 : Marat-Sade ou La Persécution et l'Assassinat de Jean-Paul Marat représentés par le groupe théâtral de l'hospice de Charenton sous la direction de Monsieur de Sade, d'après sa mise en scène théâtrale de Marat-Sade
- 1967 : Tell Me Lies Inédit sur les écrans, le film est diffusé en salles à partir d'octobre 2012.
- 1971 : Le Roi Lear (King Lear), d'après sa mise en scène théâtrale
- 1976 : Rencontres avec des hommes remarquables (Meetings with Remarkable Men)[9]
- 1983 : La Tragédie de Carmen[10], d'après sa mise en scène théâtrale (trois versions cinématographiques, Hélène Delavault, Zehava Gal et Eva Saurova dans les trois rôles- titres)
- 1989 : Le Mahâbhârata, d'après sa mise en scène théâtrale elle-même inspirée du texte hindouiste le Mahâbhârata
- 1996 : Times Files, documentaire sur Sa majesté des Mouches
- 2002 : La Tragédie d'Hamlet (The Tragedy of Hamlet), d'après sa mise en scène théâtrale

## Mises en scène (théâtre, opéra)
- 1942 : Dr. Faustus de Christopher Marlowe, Torch Theater Londres
- 1945 : Man and Superman de George Bernard Shaw
- 1945 : King John de William Shakespeare
- 1945 : The Lady from the Sea d'Henrik Ibsen, Birmingham Repertory Theater
- 1945 : The Infernal Machine de Jean Cocteau, Chanticlear Theater Club, Londres
- 1946 : Love's Labour's Lost de William Shakespeare, Stratford Upon Avon
- 1946 : Vicious circle de Jean-Paul Sartre, Arts Theatre Club (en) Londres
- 1946 : Les Frères Karamazov d'Alec Guinness d'après Fiodor Dostoïevski, Lyric Theatre Hammersmith Londres
- 1947 : Romeo and Juliet de William Shakespeare, Stratford Upon Avon
- 1947 : The Respectful Prostitute de Jean-Paul Sartre, Lyric Theatre Londres
- 1948 : La Bohême de Puccini Covent Garden, Londres. (opéra)
- 1948 : Boris Godounov de Moussorgsky. Covent Garden, Londres. (opéra)
- 1949 : Dark of the Moon de Howard Richardson and William Berney, Ambassador’s Theater, Londres
- 1949 : The Olympians d'Arthur Bliss, Covent Garden Londres
- 1949 : Salomé de Richard Strauss, Covent Garden Londres
- 1949 : Les Noces de Figaro de Mozart, Covent Garden Londres
- 1950 : Ring Round the Moon de Jean Anouilh, Globe Theater, Londres
- 1950 : Measure for Measure de William Shakespeare, Stratford Upon Avon
- 1950 : The Little Hut d'André Roussin, Lyric Theatre, Londres
- 1951 : Mort d'un commis voyageur d'Arthur Miller, Théâtre national de Belgique Bruxelles
- 1951 : Penny for a song de John Whiting, Haymarkert Theater, Londres
- 1951 : A Winter’s Tale de William Shakespeare, Phoenix Theater, Londres
- 1952 : Colombe de Jean Anouilh, New Theatre, Londres
- 1953 : Venice preserved de Thomas Otway, Lyric Theatre, Londres
- 1953 : Faust de Charles Gounod, Metropolitan Opera, New York
- 1954 : The dark is light enough de Christopher Fry, Aldwych Theatre, Londres
- 1954 : House of flowers de Truman Capote, musique Harold Arlen, New York
- 1955 : The Lark (L'Alouette) de Jean Anouilh, Londres
- 1955 : Titus Andronicus de William Shakespeare, Stratford Upon Avon
- 1955 : Hamlet de William Shakespeare, Phoenix Theatre, Londres, Moscow Arts Theatre, Moscou
- 1956 : A view from the bridge (Vu du pont) d'Arthur Miller, Comedy Theatre, Londres
- 1956 : La Chatte sur un toit brûlant de Tennessee Williams (première mise en scène en France), avec Jeanne Moreau, Théâtre Antoine
- 1956 : The Power and the glory d'après Graham Greene, Phoenix Theatre, Londres
- 1956 : The Family Reunion de T. S. Eliot,  Phoenix Theatre, Londres
- 1957 : The Tempest de William Shakespeare, Stratford Upon Avon
- 1957 : Both Ends Meet, Apollo Theatre, Londres
- 1957 : Eugène Onéguine de Piotr Ilitch Tchaïkovski, Metropolitan Opera, New York
- 1958 : Vu du pont d'Arthur Miller, adaptation Marcel Aymé, Théâtre Antoine
- 1958 : The Visit de Friedrich Dürrenmatt, New York et Londres
- 1959 : Irma la Douce comédie musicale d'Alexandre Breffort, musique Marguerite Monnot, Lyric Theatre, Londres
- 1959 : The Fighting Cock de Jean Anouilh, New York
- 1960 : Le Balcon de Jean Genet, Théâtre du Gymnase
- 1962 : King Lear de William Shakespeare, Stratford-upon-Avon, Londres et New York
- 1963 : La Danse du Sergent Musgrave de John Arden, Théâtre de l’Athénée
- 1963 : The Physicists de Friedrich Dürrenmatt, RST, Aldwych Theatre, Londres
- 1963 : Le Vicaire de Rolf Hochhuth, Théâtre de l’Athénée
- 1964 : Marat-Sade de Peter Weiss, RST, Aldwych Theatre, Londres, New York
- 1964 : The Screens de Jean Genet. Donmar Theatre, London.
- 1965 : The Investigation de Peter Weiss, Aldwych Theatre, Londres et New York
- 1966 : US au RST, Aldwych Theatre, Londres
- 1968 : Œdipus de Sénèque, National Theatre, Londres
- 1968 : The Tempest de William Shakespeare, RST, Aldwych Theatre, Londres
- 1970 : A midsummer night’s dream de William Shakespeare, Stratford-upon-Avon
- 1970 : Frances de la Tour Avec Alan Howard, John Kane, Sarah Kestelman, Ben Kingsley.
- 1971 : Orghast de Ted Hughes, Festival de Persépolis, Iran
- 1975 : Timon d'Athènes de William Shakespeare, adaptation Jean-Claude Carrière, avec François Marthouret, Théâtre des Bouffes du Nord
- 1975 : Les Iks de Colin Turnbull, adaptation Jean-Claude Carrière, Théâtre des Bouffes du Nord
- 1977 : Ubu aux Bouffes d'après Alfred Jarry, Théâtre des Bouffes du Nord
- 1978 : Mesure pour mesure de William Shakespeare, Théâtre des Bouffes du Nord
- 1978 : Antony and Cleopatra de W.Shakespeare. Royal Shakespeare Theatre, Stratford upon Avon. Avec Paola Dionisotti, Alan Howard, Glenda Jackson, Jonathan Pryce, Patrick Stewart. Coproduction avec le Festival d'Automne.
- 1979 : La Conférence des oiseaux d’après Farid Al-Din Attar, Festival d'Avignon, Théâtre des Bouffes du Nord
- 1979 : L'Os de Birago Diop, Théâtre des Bouffes du Nord
- 1981 : La Tragédie de Carmen d’après Prosper Mérimée, Henri Meilhac et Ludovic Halévy, Viviane Beaumont Theater, Lincoln Center, New York
- 1981 : La Cerisaie d'Anton Tchekhov, Théâtre des Bouffes du Nord
- 1984 : Tchin-Tchin de François Billetdoux, mise en scène avec Maurice Bénichou, avec Marcello Mastroianni, Théâtre Montparnasse
- 1985 : Le Mahâbhârata, Festival d'Avignon
- 1988 : The Cherry Orchard d'Anton Tchekhov, Majestic Theatre, Brooklyn
- 1989 : Woza Albert ! de Percy Mtawa, Mbongeni Ngema et Barney Simon
- 1990 : La Tempête de William Shakespeare, adaptation Jean-Claude Carrière, avec Sotigui Kouyaté, Théâtre des Bouffes du Nord
- 1992 : Impressions de Pelléas d'après Claude Debussy, Théâtre des Bouffes du Nord
- 1993 : L'Homme qui d'après L'Homme qui prenait sa femme pour un chapeau d'Oliver Sacks, écrit avec Marie-Hélène Estienne
- 1995 : Qui est là d'après des textes d'Antonin Artaud, Bertolt Brecht, Edward Gordon Craig, Vsevolod Meyerhold, Stanislavski et Motokiyo Zeami
- 1995 : Oh les beaux jours de Samuel Beckett
- 1998 : Je suis un phénomène d'après Une prodigieuse mémoire d'Alexander Luria
- 1998 : Don Giovanni de Mozart, création au 50e Festival international d'art lyrique d'Aix-en-Provence
- 1999 : Le Costume de Can Themba
- 2000 : Hamlet de William Shakespeare, avec Adrian Lester
- 2002 : Far Away de Caryl Churchill
- 2002 : La Mort de Krishna extrait du Mahabharata de Vyasa, adaptation Jean-Claude Carrière et Marie-Hélène Estienne
- 2003 : Ta main dans la mienne de Carol Rocamora
- 2003 : Glüchliche Tage de S. Beckett. Caserne de Bâle, Suisse.
- 2004 : Tierno Bokar d'après Vie et enseignement de Tierno Bokar-Le sage de Bandiagara d'Amadou Hampaté Bâ, avec Sotigui Kouyaté
- 2004 : Le Grand Inquisiteur d'après Les Frères Karamazov de Dostoïevski
- 2007 : Sizwe Banzi est mort d'Athol Fugard, John Kani et Winston Ntshona, Festival d'Avignon
- 2008 : Fragments d'après Samuel Beckett
- 2009 : Love is my sin sonnets de William Shakespeare
- 2009 : 11 and 12 d'après Vie et enseignement de Tierno Bokar-Le Sage de Bandiagara d'Amadou Hampaté Bâ
- 2010 : Warum warum de Peter Brook et Marie-Hélène Estienne d'après Antonin Artaud, Edward Gordon Craig, Charles Dullin, Vsevolod Meyerhold, Motokiyo Zeami et William Shakespeare
- 2010 : Une flûte enchantée de Mozart
- 2012 : The Suit de Can Themba
- 2017 : Battlefield. Le Mahâbhârata

## Prix et récompenses
- 1975 : Prix du Brigadier pour Timon d'Athènes, Théâtre des Bouffes du Nord
- 1989 : Prix Europe pour le théâtre
- Molières 1991 : Molière du metteur en scène pour La Tempête
- Prix SACD 2003 : Grand Prix de la SACD
- Prix Dan David[11] à l'université de Tel-Aviv, 2005
- 2008 : Prix international Ibsen
- Molières 2011 : Molière du théâtre musical pour Une flûte enchantée
- Molières 2011 : Molière d'honneur
- Prix mondial de l'humanisme 2011 [12],[13]
- Prix Princesse des Asturies 2019, catégorie Arts[14]

### Prix Europe pour le théâtre - Premio Europa per il Teatro
En mai 1989, il a reçu le IIème Prix Europe pour le théâtre avec cette motivation :
Dans le domaine du théâtre mondial de la seconde moitié de notre siècle, le long travail théorique et pratique de Peter Brook a sans aucun doute des mérites incomparables et généralement uniques. Le premier c’est d’avoir toujours poursuivi une recherche authentique au dehors de la ‘routine’ stérile, de ce que lui même a défini le théâtre ‘mortel’.
La deuxième, d’avoir su employer avec la même originalité d’expression les différents langages du spectacle contemporain, tout comme il a su unifier la diversité des langues.
Le troisième, d’avoir découvert et rendu de nouveau une éclatante vitalité à certains grands patrimoines culturels et théâtraux qui sont loin de nous dans le temps et dans l’espace.

Mais, sans aucun doute le plus noble et constant mérite de Peter Brook est celui de n’avoir jamais séparé la rigueur et la finesse de la recherche, de la necessité que les résultats de celle-ci auraient pour destinataire et interlocuteur le public des spectateurs, lui aussi appelé au renouvellement de ses habitudes.

## Publications
- L’Espace vide, Paris, Éditions du Seuil, 1977
- Le Diable, c'est l’ennui. Propos sur le théâtre, avec Jean-Gabriel Carasso et Jean-Claude Lallias, Arles, Éditions Actes Sud-Papiers, 1991
- Points de suspension, Paris, Éditions du Seuil, coll. « Fiction & Cie » 1992 ; rééd. coll. « Points Essai », 2004
- L’Homme qui suivi de Je suis un phénomène de Peter Brook et Marie-Hélène Estienne, Arles, Éditions Actes Sud-Papiers, 1998
- Avec Shakespeare (quatre entretiens avec Peter Brook), Arles, Éditions Actes Sud, 1999
- Oublier le temps (autobiographie), Paris, Éditions du Seuil, collection Fiction & Cie, 2003
- Entre deux silences de Peter Brook et Marie-Hélène Estienne, Arles, Éditions Actes Sud-Papiers, 2006
- Climat de confiance, Québec, L'Instant même, 2007
- Avec Grotowski de Peter Brook et Georges Banu, Arles, Éditions Actes Sud, 2009
- La Qualité du pardon, Paris, Éditions du Seuil, 2014
- Du Bout des lèvres, éditions Odile Jacob, 2018
- A l'écoute, Paris, Éditions Odile Jacob, 2020